# Domingo Guevara
Domingo Felipe Guevara Yáñez (Cusco, 1883 - Cusco, 20 de noviembre de 1953) fue un hacendado,  médico y político peruano. 
Nació en el Cusco en 1883. El 25 de marzo de 1905 se casó con Felicitas Ochoa Becerra con quien tuvo un hijo: Domingo. Enviudó en 1912 y en 1913 se casó en segundas nupcias con su cuñada María Elvira Ochoa Becerra con quien tuvo siete hijos. Fue propietario de las haciendas Santutis, Quispiquillo y Manahuañoc en las cercanías de la ciudad del Cusco.
En 1919, cuando el presidente Augusto B. Leguía dio inicio a su oncenio, fue elegido diputado por la provincia de Paucartambo para la Asamblea Nacional de ese año que tuvo por objeto emitir una nueva constitución, la Constitución de 1920. Luego se mantuvo como senador ordinario hasta 1924 durante el inicio del Oncenio de Leguía.